# 林氏背甲鯰
林氏背甲鯰，為輻鰭魚綱鯰形目甲鯰科的其中一種，為熱帶淡水魚，分布於南美洲烏拉圭河上游流域，體長可達4.3公分，棲息在植被生長的溪流底層水域，生活習性不明。

## 扩展阅读
維基物種上的相關：林氏背甲鯰